# Вайнреб Володимир Маркович
Володи́мир Ма́ркович Ва́йнреб (нар. 20 вересня 1909, Санкт-Петербург — пом. 28 грудня 1975, Ворошиловград) — український радянський живописець і графік; член Спілки радянських художників України з 1945 року.

## Біографія
Народився 7 [20] вересня 1909 року у місті Санкт-Петербурзі (тепер Росія). 1940 року закінчив Київський художній інститут (викладачі Костянтин Єлева, Микола Рокицький, Олексій Шовкуненко, Абрам Черкаський). Дипломна робота — «Розвідка» (керівник Олексій Шовкуненко). Брав участь у німецько-радянській війні.
У 1946–1948 роках працював у Комітеті у справах мистецтв УРСР у Києві, одночасно викладав у Київській художній школі. У 1949–1973 роках викладав у Ворошиловградському художньому училищі. Жив у Ворошиловграді, в будинку на кварталі Димитрова № 27, квартира № 8. Помер у Ворошиловграді 28 грудня 1975 року.

## Творчість
Працював в галузі станкового живопису. Автор пейзажів, натюрмортів. Серед робіт:
живопис
- «Селище Бурубай» (1942);
- «Пейзаж із місяцем» (1942);
- «У дні війни» (1943);
- «Будиночок П. Чайковського в Клині» (1951);
- «Пейзаж із сорокою» (1951);
- «Ворошиловград післявоєнний» (1952);
- «Сороки» (1952);
- «Серпень у Качанівці» (1953);
- «Стежина в лісі» (1953);
- «Дівчина біля вікна» (1956);
- «Доярка» (1956);
- «Ставочок» (1956, полотно, олія);
- «Збирають кукурудзу» (1957);
- «Біля воріт» (1957);
- «Набережна біля заводу. Комунарськ» (1957);
- «Дорога на лиман» (1958);
- «Сірий день» (1959);
- «Бердянськ. Море» (1961);
- «Човни» (1961);
- «Літо» (1964);
- «Седнів» (1964);
- «Волга» (1966);
- «Чебоксари» (1966);
- «Ранній вечір» (1970);
- «Айстри на вікні» (1973);
- «Весна» (1973);
- «Донець» (1973);
- «Стара груша» (1973);
- «Айдар» (1974);
- «Липень» (1974);
- «Луг» (1974);
- «Веселка» (1974);
- «Яблука» (1974);
- «Автопортрет» (1975);
- «Солдати» (1975);
- «Натюрморт із черешнею» (1975, картон, олія);

графіка
- «Автопортрет» (1941, 1942);
- «Квітень» (1942);
- «Башкирія» (1942);
- «Зима» (1942);
- «Коні» (1942);
- «Листопад» (1942);
- «Відлига» (1942);
- «Між боями» (1943);
- «Привал» (1943);
- «Солдат» (1943);
- «Фронтові дороги» (1943);
- «Повернення на батьківщину» (1945);
- «За Віслою. Лютий» (1945);
- «Київ. Набережна» (1949);
- «Портрет Карпова» (1951);
- «Поля» (1954);
- «Стара церква» (1956);
- «Старий» (1958);
- «Бердянськ» (1963);
- «Жовтень» (1964);
- «На Волзі» (1966);
- «Новорічне місто» (1970).

Брав участь у республіканських виставках з 1928 року. Персональна виставка пройшла у Ворошиловграді у 1977 році.
Окремі роботи зберігаються в Луганському художньому музеї.